# Trailliaedoxa gracilis
Trailliaedoxa gracilis ist einzige Art der einzigen Gattung Trailliaedoxa der Tribus Trailliaedoxeae innerhalb der Pflanzenfamilie der Rötegewächse (Rubiaceae). Sie kommt nur im südwestlichen China vor.

## Beschreibung

### Erscheinungsbild und Blatt
Trailliaedoxa gracilis wächst als meist laubabwerfender Halbstrauch und erreicht Wuchshöhen von meist 20 bis 45, selten bis zu 60 Zentimeter. Die vielen, selbständig aufrechten Äste sind größtenteils unbewehrt oder sie können etwas stachlig sein. Die etwas kantigen oder stielrunden Zweige besitzen eine anfangs dicht striegelig bis fein behaarte, später verkahlende Rinde.
An der Basis der Äste befinden sich meist ein Paar, reduzierter, früh abfallender Blätter und ein haltbares Nebenblatt. Die gegenständig an den Zweigen verteilten oder manchmal an gestauchten Sprossachsen dicht zusammen stehenden und dann wirtelig angeordnet wirkenden Laubblätter sind fast sitzend. Sie besitzen keine Domatien. Die einfachen Blattspreiten sind bei einer Länge von 5 bis 10 Millimeter und einer Breite von 3 bis 4 Millimeter verkehrt-eiförmig, elliptisch oder verkehrt-lanzettlich mit spitzer oder sehr kurz sowie abrupt gestutzter Spreitenbasis und gerundetem oder stumpfem oberen Ende. Die Blattoberseite ist kahl oder spärlich fein bis striegelig behaart. Die hellere Blattunterseite ist kahl oder zottig bis striegelig oder steif behaart, mindestens entlang der Mittelrippe. Die Seitennerven sind nur undeutlich erkennbar. Die zwei 0,6 bis 1 Millimeter langen, fein behaarten sowie verkahlenden Nebenblätter können mit dem Blattstiel verwachsen sein und sind zweilappig mit je einer Drüse auf dem oberen Ende.

### Blütenstand und Blüte
An den Zweigen werden endständig oder an paarigen Kurztrieben scheinbar seitenständig, oft nickende, gestauchte zymöse, doldige oder bündelige Blütenstände gebildet. Die Blütenstände weisen eine Länge von 5 bis 10 Millimeter sowie einen Durchmesser 8 bis 10 Millimeter auf und enthalten wenige bis einige (sechs bis zwölf) Blüten. Es können bis zu 5 Millimeter Blütenstandsschäfte vorhanden sein. Die Blütenstandsachsen sind fein bis zottig behaart. Die Tragblätter sind meist reduziert oder gelegentlich laubblattähnlich. Die Blütenstiele sind 1 bis 2 Millimeter lang.
Die zwittrigen Blüten sind anscheinend zygomorph und fünfzählig mit doppelter Blütenhülle. Die fünf Kelchblätter sind nur an ihren Grund verwachsen und die verkahlenden Kelchzähne sind bei einer Länge von 0,8 bis 1,5 mm schmal-elliptisch oder verkehrt-lanzettlich bis linealisch mit spitzem oberen Ende. Die Kronblätter sind weiß, weißlich bis hellgelb oder rosafarben. Die fünf Kronblätter sind auf einer Länge von 1,8 bis 2,5 Millimeter stielteller- trichterförmig verwachsen und außen spärlich zottig behaart bis verkahlend. Die Kronzipfel sind in der Blütenknospe convolut überlappend und bei einer Länge von 1 bis 1,5 Millimeter elliptisch-spatelförmig mit stumpfem bis gerundetem oberen Ende. Die fünf Staubblätter überragen die Krone. Die kurzen Staubfäden sind am Schlund der Krone inseriert. Der Diskus ist dick oder verdickt. Der zweikammerige Fruchtknoten enthält in jeder Kammer nur eine hängende Samenanlage. Der gekrümmte Griffel endet einer keulenförmigen bis ellipsoiden Narbe, die auf einem Drittel bis der Hälfte zweilappig ist und die Krone überragt.

### Frucht und Samen
Die trockene, dicht zottig behaarte Spaltfrucht ist bei einer Größe von 1,5 × 1 Millimeter im Umriss verkehrt-lanzettlich und es sind die haltbaren Kelchblätter vorhanden. Die Spaltfrucht zerfällt in zwei ellipsoide Teilfrüchte, die geschlossen bleiben und jeweils einen Samen enthalten. Der ellipsoide Samen ist von mittlerer Größe und besitzt eine ledrige Samenschale (Testa). Es ist kein Endosperm vorhanden. Der Embryo ist linealisch-verkehrt-lanzettlich.

### Phänologie
In China reicht die Blütezeit von Juli bis August. Die Früchte reifen im August.

## Vorkommen
Trailliaedoxa gracilis kommt nur in den südwestlichen chinesischen Provinzen Sichuan sowie Yunnan vor. Sie gedeiht auf Felsen oder im Dickicht an Berghängen in trockenen und warmen Tälern in Höhenlagen von 1400 bis 3000 Meter.

## Systematik
Die Gattung Trailliaedoxa wurde 1917 mit der Erstbeschreibung von Trailliaedoxa gracilis durch William Wright Smith & George Forrest in Notes from the Royal Botanic Garden, Edinburgh, Volume 10, Issue 46, S. 75–76 aufgestellt. Der Gattungsname Trailliaedoxa ehrt die Tochter des britischen Botanikers Georg William Triall und Ehefrau von George Forrest, der das Typusmaterial, mit der Sammelnummer G. Forrest 10535, 1913 in Yunnan aufsammelte. Die Tribus Trailliaedoxeae wurde in Kent Kainulainen, Sylvain G. Razafimandimbison & Birgitta Bremer: Phylogenetic relationships and new tribal delimitations in subfamily Ixoroideae (Rubiaceae), In: Botanical Journal of the Linnean Society, Volume 173, Issue 3, 2013, S. 387–406 aufgestellt.
Trailliaedoxa gracilis ist einzige Art der einzigen Gattung Trailliaedoxa der Tribus Trailliaedoxeae in der Unterfamilie Ixoroideae innerhalb der Familie der Rötegewächse (Rubiaceae). In welche Tribus diese Gattung gehört wurde seit der Erstbeschreibung kontrovers diskutiert. Molekulargenetische Untersuchungen zeigen, dass die Gattung Trailliaedoxa in einer eigenen Tribus stehen muss und nicht mehr wie bis 2013 in der Tribus Vanguerieae.